# Diemjan Siemienichin
Diemjan Emmanuiłłowicz Siemienichin (ur. 1894 we wsi Kazaki w rejonie jeleckim w obwodzie orłowskim, zm. w sierpniu 1975 w Moskwie) – funkcjonariusz radzieckich organów bezpieczeństwa, jeden z organizatorów zbrodni katyńskiej.
Miał wykształcenie podstawowe, od 1920 w organach Czeki, od 1924 w RKP(b). W 1936 naczelnik oddziału przyjęć aresztowanych komendantury Zarządu Administracyjno-Gospodarczego (AChU) NKWD ZSRR, pracownik do zadań specjalnych wydziału komendanckiego AChU NKWD ZSRR. 11 kwietnia 1936 mianowany lejtnantem, a 19 grudnia 1936 starszym lejtnantem bezpieczeństwa państwowego. Wiosną 1940 współorganizował masowy mord na polskich jeńcach i więźniach z obozów w Kozielsku, Ostaszkowie i Starobielsku, za co 26 października 1940 ludowy komisarz spraw wewnętrznych ZSRR Ławrientij Beria przyznał mu nagrodę pieniężną. Do 1955 zastępca szefa Wydziału KGB przy Radzie Ministrów ZSRR, zwolniony w marcu 1955, po przejściu na emeryturę mieszkał w Moskwie.

## Odznaczenia
- Order Lenina (21 lutego 1945)
- Order Czerwonego Sztandaru (trzykrotnie - 20 września 1943, 3 listopada 1944 i 25 lipca 1949)
- Order Czerwonej Gwiazdy (28 listopada 1936)
- Order „Znak Honoru” (19 grudnia 1937)
- Odznaka "Zasłużony funkcjonariusz Czeki/GPU (XV)" (20 grudnia 1932)